# Gặp gỡ Bắc Triều Tiên – Hàn Quốc – Hoa Kỳ tại DMZ 2019
Hội nghị thượng đỉnh Bắc Triều Tiên-Hoa Kỳ tại DMZ năm 2019 là một hội nghị thượng đỉnh một ngày được tổ chức tại Khu phi quân sự Triều Tiên giữa Chủ tịch Triều Tiên Kim Jong-un, Tổng thống Mỹ Donald Trump và Tổng thống Hàn Quốc Moon Jae-in, sau Hội nghị thượng đỉnh G20 tại Osaka, Nhật Bản năm 2019. Tổng thống Trump bước qua biên giới lúc 3:45 PM (GMT + 9) ngày 30 tháng 6, đánh dấu lần đầu tiên một tổng thống Hoa Kỳ đương chức đặt chân lên đất Bắc Triều Tiên. Ivanka Trump (con gái của tổng thống Trump) và chồng là Jared Kushner, cũng tham dự hội nghị thượng đỉnh với tư cách là cố vấn cho Trump, với Ivanka tổ chức một cuộc họp truyền hình sau đó với Kim.

## Bối cảnh
Một số tổng thống Hoa Kỳ khác trước đây đã đi đến Khu phi quân sự Triều Tiên (DMZ) và nhìn thấy Triều Tiên qua ống nhòm, nhưng trước đó không ai gặp nhà lãnh đạo Triều Tiên hoặc thực sự bước chân lên lãnh thổ Bắc Triều Tiên.

## Thông báo
Vào ngày 24 tháng 6 năm 2019, Nhà Xanh xác nhận rằng Trump sẽ có chuyến thăm Hàn Quốc vào ngày 30 tháng 6 và Nhà Trắng đang cố gắng sắp xếp một chuyến thăm tới Khu phi quân sự Triều Tiên. Vào ngày 29 tháng 6, trước khi rời Nhật Bản đến Hàn Quốc, Trump đã đề cập trên Twitter: "Nếu Chủ tịch Kim của Bắc Triều Tiên nhìn thấy điều này, tôi sẽ gặp ông ấy tại biên giới / DMZ chỉ để bắt tay và nói Xin chào (?)!". Trong thời gian hội nghị thượng đỉnh Hàn Quốc-Hoa Kỳ, Tổng thống Hàn Quốc Moon Jae-in tuyên bố rằng ông Trump sẽ gặp ông Kim trong chuyến thăm tại DMZ.